# بين فيرغسون
بين فيرغسون (بالإنجليزية: Ben Ferguson)‏ هو متزلج على الثلوج أمريكي، ولد في 21 يناير 1995 في بويسي في الولايات المتحدة.

## وصلات خارجية
- بين فيرغسون على موقع الاتحاد الدولي للتزلج (ركوب لوح الثلج) (الإنجليزية)
- بين فيرغسون على موقع اللجنة الأولمبية الدولية (الإنجليزية)
- بين فيرغسون على موقع أوليمبيديا (الإنجليزية)
- بين فيرغسون على موقع اللجنة الأولمبية والبارالمبية الأمريكية (الإنجليزية)
- بين فيرغسون على موقع ألعاب إكس (مؤرشف) (الإنجليزية)